# Alena Viana
Alena Viana (21 de mayo de 2003) es una deportista estadounidense que compite en taekwondo.
Ganó una medalla de bronce en el Campeonato Panamericano de Taekwondo de 2022, en la categoría de –67 kg. Además, obtuvo una medalla de oro en los Juegos Panamericanos Júnior de 2021, en la categoría de +67 kg.

## Palmarés internacional
| Campeonato Panamericano | Campeonato Panamericano      | Campeonato Panamericano | Campeonato Panamericano |
| Año                     | Lugar                        | Medalla                 | Categoría               |
| ----------------------- | ---------------------------- | ----------------------- | ----------------------- |
| 2022                    | Punta Cana (Rep. Dominicana) | Medalla de bronce       | –67 kg                  |